# Pat Kenny
Patrick „Pat” Kenny (ur. 29 stycznia 1948 w Dublinie) – irlandzki dziennikarz, prezenter, były DJ. Obecnie pracuje w radiu Raidió Teilifís Éireann, w którym jest najwyżej opłacanym prezenterem. W latach 1999–2009 był głównym prowadzącym The Late Late Show.

## Eurowizja
Kenny wraz z Michelle Rocca współprowadził finał Konkursu Piosenki Eurowizji 1988, który odbywał się 30 kwietnia w Royal Dublin Society. Później w latach 1991 – 1999 komentował również sam przebieg konkursu.

### Kontrowersje
Podczas komentowania Konkursu Piosenki Eurowizji 1998 zapowiadając reprezentantkę Izraela – transpłciową Danę International użył słów on, ona, ono oraz powiedział, że publiczność oklaskiwała festiwal dziwaków, orsz że „chociaż nie miał problemu z pocałunkiem reprezentantki Irlandii, Dawn Martin po jej występie na Eurowizji, byłby „całkowicie zdezorientowany nie wiedząc co zrobić, gdyby Dana International reprezentowała Irlandię” za co był szeroko krytykowany. Odmówił jednak przeproszenia artystki.